# علي السرجاني
على حافظ السرجانى (1952 - 18 نوفمبر 2021 ) هو رئيس سابق لمجلس إدارة الاتحاد المصري للكرة الطائرة.

## النشأة
ولد على السرجانى في السابع من يناير عام 1952
حصل على بكالريوس التجارة من جامعة عين شمس